# Belsazar
Belsazar ou Baltazar (em hebraico: בלשצר; em grego: Βαλτασάρ; em acádio: 𒂗𒈗𒋀; romaniz.: Bel-shar-usur; lit. "Bel proteja o rei") foi o último rei da Babilônia. Ele era o filho mais velho de Nabonido. A Lista de Reis da Babilônia menciona Belsazar como rei da Babilônia, sendo o co-regente de Nabonido, que reinou por dezessete anos.

## Biografia
Belsazar era filho de Nabonido e Nitócris, filha de Nabucodonosor. Quando jovem, deu uma festa para mil de seus lordes, e, animado pelo vinho, mandou trazerem os vasos sagrados que o seu "pai" (ou, mais precisamente, avô) Nabucodonosor havia pilhado do Templo de Jerusalém, e, com seus príncipes, bebeu neles. De repente, de acordo com a Bíblia, apareceu uma mão, que escreveu na parede o julgamento de Deus. As palavras eram Mene, Tequel e Parsim. Como ninguém descobriu o significado das palavras, chamaram um ex-sábio do rei Nabucodonosor, Daniel, que interpretou as escritas; na mesma noite, o reino dos caldeus chegou ao fim, e o rei foi morto. O reino foi tomado por Ciro, rei dos persas.

## Evidências arqueológicas
Durante muito tempo, a ausência de registros arqueológicos do nome deste rei pôs em dúvida o texto do Livro de Daniel, porém em 1854 Sir Henry Rawlinson encontrou uma inscrição de Nabonido na qual ele se referia ao seu filho mais velho. No final do século XIX, foram encontrados documentos de recibos e contratos, com a data do terceiro ano de Marduquesaruzur, que corresponde a Belsazar.